# Peroni (bier)
Peroni (Birra Peroni) is een Italiaans bier van lage gisting.

## Bier
Het bier wordt gebrouwen sinds 1846 in brouwerij Peroni, die in 1846 werd gesticht in het Noord-Italiaanse Vigevano en sinds 1864 haar belangrijkste zetel heeft in Rome. Sinds 2016 is de brouwerij in handen van de Japanse Asahi Group. Het is een blonde pils met een alcoholpercentage van 5,0% en de best verkopende pils van Italië. Vanaf de jaren vijftig en zestig werd het populair in Italië en later werd het bier wereldwijd gedistribueerd.

## Bedrijf
Birra Peroni heeft in Italië ongeveer een vijfde van de markt in handen en is na marktleider Heineken de grootste in het land. Peroni heeft drie brouwerijen, in Catanzaro, Rome en Padua. Net als in andere West-Europese landen dalen de bierverkopen in het land sinds 2011. In 2014 werd in totaal zo'n 17,7 miljoen hectoliter bier verkocht.
De aandeelhouders van Peroni verkochten hun aandelen aan SABMiller in twee fases (in 2003 en 2006). De eerste verkoop was in de zomer van 2003. De vroegere eigenaar, de familie Peroni die toen 600 individuele aandeelhouders telde, ontving bijna 400 miljoen euro.
Vanwege de overname van SABMiller door AB InBev wordt Peroni verkocht om daarmee toestemming van de toezichthouders te verkrijgen. In april 2016 accepteerde AB InBev het bod van het Japanse Asahi om Peroni (samen met Grolsch en Meantime) over te nemen.

## Prijzen
- Gouden medaille American Tasting Institute (San Francisco (Verenigde Staten), 2000)
- Zilveren medaille Monde Selection (Brussel, 2006)